# 뉴욕의 선창
뉴욕의 선창(The Docks Of New York)은 미국에서 제작된 조세프 본 스텐버그 감독의 1928년 드라마, 범죄 영화이다. 조지 밴크로프트 등이 주연으로 출연하였고 조셉 폰 스턴버그 등이 제작에 참여하였다.
1999년, 이 영화는 미국 국립영화등기부의 보존물로 등재되었다.

## 출연

### 주연
- 조지 밴크로프트
- 베티 콤슨

### 조연
- 올가 바클라노바
- 클라이드 쿡
- 밋첼 루이스
- 구스타프 본 세이퍼티츠
- 릴리안 워스
- 리처드 알렉산더
- 조지 어빙
- 존 켈리
- 찰스 맥머피
- 밥 리브스

## 제작진
- 협력프로듀서: J.G. 바크먼